# Ella
För andra betydelser, se Ella (olika betydelser).
Ella är en engelsk kortform av det grekiska namnet Helena, men också kortformer av namn som Gabriella, Eleonora och Elisabet. Det äldsta belägget i Sverige är från år 1502.
Ella var ett vanligt namn från sekelskiftet fram till 1940-talet. Men eftersom det aldrig var något riktigt popnamn blev det heller inte omodernt i de följande generationerna. Under 1990-talet började en ny uppgång och Ella är nu ett av de 70 vanligaste tilltalsnamnen. Antalet som får Ella som tilltalsnamn varje år har tiofaldigats under 1990-talet.[källa behövs]
Den 31 december 2014 fanns det totalt 18 758 kvinnor folkbokförda i Sverige med namnet Ella, varav 13 508 bar det som tilltalsnamn.
Namnsdag: 19 februari. I den finlandssvenska namnsdagslängden har Ella namnsdag 10 februari sedan 1950.

## Personer med namnet Ella

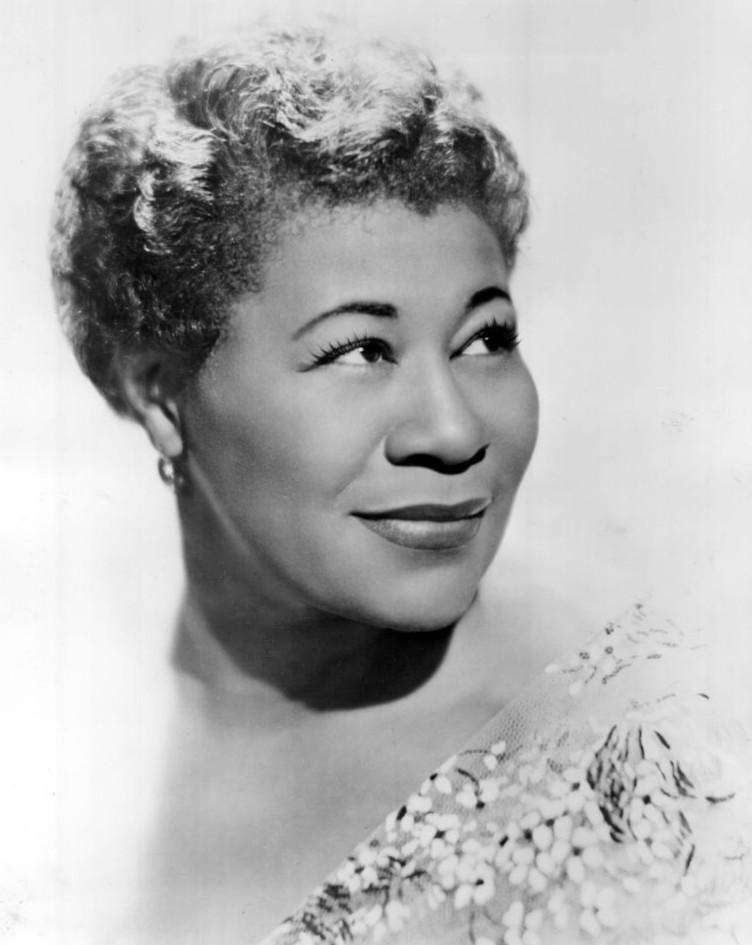
Ella Fitzgerald

- Ella Anker, norsk författare och journalist
- Ella Sophia Armitage, engelsk författare
- Ella Bohlin, svensk politiker (kd)
- Ella Constantinescu-Zeller, rumänsk bordtennisspelare
- Ella Dyberg, svensk musiker
- Ella Fallenius, svensk översättare och manusförfattare
- Ella Fitzgerald, amerikansk jazzsångerska
- Ella Gjømle, norsk skidåkare
- Ella Henderson, brittisk sångerska
- Ella Hillbäck, svensk författare
- Ella Kivikoski, finländsk arkeolog
- Ella Kovacs, rumänsk friidrottare
- Ella Lemhagen, svensk regissör
- Ella Peaters, norsk skådespelare
- Ella Raines, amerikansk skådespelare
- Ella Rosén, svensk skådespelare
- Ella Sprange, dansk skådespelare
- Ella Taube, svensk journalist

## Fiktiva
- Ella av England, sagokung
- Sko-Ella, fiktiv person, svenska folksagor